# Corax
Corax (Oudgrieks Κόραξ / Korax, wat in feite "raaf" betekent), zoon van Coronus en oudere broer van Lamedon, was een mythische koning van Sicyon.
Na de regering van zijn voorganger Echyreus  besteeg Corax de troon. Maar omdat hij kinderloos overleed, vererfde de troon na zijn dood aan de Thessaliër Epopeus. Volgens een andere overlevering echter regeerde vóór Corax een zekere Aloeus, een zoon van Helios.
Volgens Eusebius van Caesarea regeerde Corax dertig jaar.